# Ивановы
Ивано́вы — многочисленные русские дворянские роды.
Самой видной семьёй из всех представленных Ивановых, была семья Ивана Иванова, московского приходского священника, помещика.
Его сын Иванов Автоном Иванович — думный дьяк Поместного приказа, один из крупнейших землевладельцев петровской эпохи, сколотил состояние в 16 тысяч душ. Имел огромное влияние на политику и русских дворян, без подношений Иванову не решались в петровское время споры между землевладельцами. Из этой семьи происходила Дарья Николаевна Иванова, в замужестве Салтыкова, более известная как убийца и мучительница крепостных крестьян «Салтычиха».
Многие иные представители рода служили опричниками у Ивана Грозного.
Древнейшие из них восходят к концу XVII века. Большинство же — позднего происхождения.

## Известные представители
- Иванов Василий — подьячий, воевода в Вятке (1609—1610).
- Иванов Александр — дьяк, воевода в Чебоксарах (1618—1620).
- Иванов Семён — дьяк, воевода в Астрахани (1625).
- Иванов Никита — подьячий, воевода в Старой Руссе (1627—1628).
- Иванов Гаврила Андреевич — московский дворянин (1627—1658), воевода в Одоеве (1629), в Арзамасе (1635—1636).
- Иванов Иван Андреевич — московский дворянин (1629).
- Иванов Григорий — дьяк (1629).
- Иванов Василий Андреевич — московский дворянин (1636).
- Иванов Борис — подьячий, воевода в Арзамасе (1630).
- Иванов Фёдор — дьяк (1640—1658), воевода в Казани (1649—1651).
- Иванов Семён Иванович — подьячий, воевода в Белоозере (1651).
- Иванов Ларион — дьяк (1658), думный дьяк (1668—1676).
- Иванов Афанасий — подьячий, воевода в Тотьме (1663).
- Иванов Пётр — дьяк (1676).
- Иванов Василий Ларионович — стольник (1676).
- Ивановы: Андрей и Михаил и Фёдор Фёдоровичи — московские дворяне (1676).
- Иванов Василий Григорьевич — московский дворянин (1676—1677), воевода в Печерниках (1677).
- Иванов Иван Ларионович — стольник царицы Прасковьи Фёдоровны (1686—1692).
- Иванов Осип Иванович — подьячий, воевода в Верхотурье (1687), дьяк (1692).
- Иванов Иван Иванович — дьяк, воевода в Олонце (1689 и 1693), в Новгороде-Великом (1699)[2][3].
- Иванов, Автоном Иванович — думный дьяк Поместного приказа.
- Салтыкова, Дарья Николаевна (Иванова) — русская помещица.
- Иванов Алмаз — думный дьяк.

## Описание гербов

#### Герб. Часть I. № 142
Герб потомства коллежского советника Петра Иванова: в щите, имеющем голубого и красного цвета шахматное поле, изображена императорская корона. Щит увенчан обыкновенным дворянским шлемом со страусовыми перьями. Намёт на щите синий, подложен золотом.
Пётр Иванов вступил в службу в 1767 г., 1 июля 1785 г. произведён коллежским советником, и, находясь в сём чине, 25 апреля 1796 г. пожалован в дворянское достоинство дипломом.

#### Герб. Часть II. № 145.
Герб потомства надворного советника Степана Петровича Иванова: щит разделён горизонтально на две части, из которых, в верхней части, в голубом поле, изображена золотая звезда. В нижней части, в чёрном поле, серебряный журавль держит в правой лапе камень. Щит увенчан обыкновенным дворянским шлемом с дворянской на нём короной и тремя страусовыми перьями. Намёт на щите голубой, подложенный золотом.

#### Герб. Часть VIII. № 108.
Герб потомства Ивана Иванова владевшего поместьями в 1674 году: в щите, имеющем чёрную вершину, изображён золотой крест. В нижней, пространной части, на пирамиде красного цвета, находится серебряная шпага остроконечием вверх и по сторонам неё в серебряном поле два серпа. Щит увенчан дворянским шлемом и короной с тремя страусовыми перьями. Намёт на щите красный и чёрный, подложенный золотом.

#### Герб. Часть VIII. № 136.
Герб потомства Петра Иванова внесённого в VI часть в число древнего дворянства: щит разделён горизонтально на две части. В верхней, голубой части, крестообразно положены две шпаги с золотыми эфесами и на середине шпаг находится золотая шестиугольная звезда. В нижней части, в серебряном поле, виден до половины выходящий лев, держащий в лапах два пушечных ядра, готовые к киданию. Щит увенчан дворянским шлемом и короной с тремя страусовыми перьями, на середине которых изображён золотой крест. Намёт на щите голубой, подложен золотом.

#### Герб. Часть XI. № 80.
Герб потомства коллежского асессора Николая Иванова: герб поделён горизонтально. Верхняя часть поделена вертикально: в 1-й, серебряной части, красная шестиугольная звезда. Во 2-й части, в золотом поле, чёрная пчела. В 3-й нижней, зелёной части, накрест, золотой колос и серебряный ключ. Над щитом дворянский шлем с короной. Нашлемник: серебряный журавль, держащий в лапе золотой камень. Намёт: справа — красный с серебром, слева — чёрный с золотом.

#### Герб. Часть XII. № 85.
Герб потомства Андрея Иванова: в красном поле щита, горизонтальный серебряный зубчатый пояс. За ним золотой меч, вертикально, острием вверх. Щит увенчан дворянским коронованный шлемом. Нашлемник: зелёный дуб с золотым стволом и золотыми желудями. Намёт: справа красный с серебром, слева красный с золотом.

#### Герб. Часть XIII. № 64.
Герб потомства полковников Михаила и Николая Ивановых: в голубом щите серебряный столб, обременённый чёрной стрелою, обращенной остриём вниз. В щите накрест два золотых меча, остриями вверх. Над щитом дворянский коронованный шлем. Нашлемник: два голубых орлиных крыла, между которыми изображена чёрная стрела остриём вниз, на ней наложены накрест два золотых меча остриями вверх. Намёт: справа — голубой с серебром, слева — голубой с золотом.

#### Герб. Часть XIII. № 120.
Герб статского советника Матвея Ивановича Иванова: в чёрном щите накрест золотые кирка и молоток. Над ними золотая шестиконечная звезда. Над щитом дворянский коронованный шлем. Нашлемник: вытянутая полуобнаженная рука в чёрной одежде держит золотую кирку. Намёт: чёрный с золотом.

#### Герб. Часть XIV. № 96.
Герб надворного советника Ивана Иванова: в красном поле щита вертикально золотой пчелиный сот, состоящий из шести ячеек. По сторонам от него золотые пчёлы — две выше, одна внизу. В золотой главе щита, в середине, красный греческий крест, окруженный двумя зелёными дубовыми ветвями. Над щитом дворянский коронованный шлем. Нашлемник — встающий вправо золотой лев с красными глазами, языком и когтями. Намёт: справа — красный с золотом, слева — зелёный с золотом.

#### Герб. Часть XV. № 40.
Герб статского советника, инженера путей сообщения, Виктора Андреевича Иванова: в голубом поле щита семь золотых колосьев с золотыми стеблями и листьями. В серебряной главе щита накрест чёрный якорь и топор, обращённый остриём вверх. Над щитом дворянский коронованный шлем. Нашлемник — три страусовых пера: среднее — голубое, правое — золотое, левое — серебряное. Намёт голубой, подложенный серебром. Девиз «НЕ ЗА СТРАХЪ, НО ЗА СОВѢСТЬ» золотыми буквами на голубой ленте.

#### Герб. Часть XVI. № 71.
Герб коллежского советника Константина Иванова: в червлёном щите золотая перевязь вправо, обременённая двумя чёрными шпорами. Щит увенчан коронованным дворянским шлемом. Нашлемник — золотой высокий крест, между двух орлиных крыльев: правое — красное, левое — чёрное. Намёт справа красный, слева чёрный, подложен золотом.

#### Герб. Часть XVI. № 96.
Герб отставного подполковника корпуса флотских штурманов Николая Иванова: в серебряном щите чёрный корабль с чёрными мачтами и реями, с красными парусами и значками (флагами). В голубой главе щита три золотые пятиконечные звезды, расположенных по диагонали влево, средняя больше крайних. Над щитом дворянский коронованный шлем. Нашлемник — правая рука в чёрных с золотыми украшениями латах, держит серебряный меч с золотой рукояткой. Намёт справа чёрный, подложен серебром, слева голубой, подложен золотом.

#### Герб. Часть XVI. № 100.
Герб отставного подполковника Лаврентия Иванова: в золотом щите накрест две чёрные пушки с золотыми украшениями. Над щитом дворянский коронованный шлем. Нашлемник — правая рука в серебряных латах держит серебряный изогнутый меч с золотой рукояткой. Намёт чёрный, подложен золотом.

#### Герб. Часть XVII. № 13.
Герб генерал-лейтенанта Николая Иванова-Луцевина: в голубом щите золотая шестиконечная звезда, пронзённая накрест снизу вверх серебряными мечами с золотыми рукоятками. Над щитом дворянский коронованный шлем. Нашлемник — встающий мужчина в стальных доспехах, держащий в правой руке серебряный с золотой рукояткой меч, а в левой — пальмовую ветвь натурального цвета. Намёт: голубой с золотом. Щитодержатели: два серебряных единорога с чёрным рогом и копытами, глаза и язык красные.

#### Герб. Часть XIX. № 119.
Герб потомства полковника Фёдора Ивановича Иванова: щит поделён вертикально на две неравные части. В меньшей, правой красной части, серебряный венгерский крест. В левой, большей, серебряной части, чёрный с красными глазами и языком лев, повёрнутый влево, держащий в правой лапе чёрный меч. Над щитом дворянский коронованный шлем. Нашлемник — три страусовых пера: среднее — серебряное, правое — красное, левое — чёрное. Намёт: справа красный с серебром, слева чёрный с серебром.

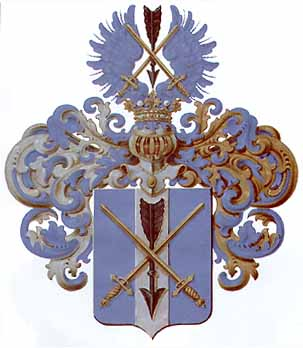
Герб Иванова, ОГ 13-64